# Karl Halaski
Karl Ludwig August Halaski (* 9. November 1908 in Graudenz; † 25. Januar 1996 in Frankfurt am Main) war ein deutscher reformierter Geistlicher.
Halaski wuchs ab 1920 in Lübeck auf und machte 1928 am dortigen Johanneum Abitur. Anschließend studierte er Evangelische Theologie in Münster, Marburg und Berlin. Schon als Vikar in Hamm schloss er sich 1934 der Bekennenden Kirche an. Er  wurde 1935 in Wunderthausen (heute Ortsteil von Bad Berleburg) ordiniert, wo er auch  als Hilfsprediger und ab 1943 als Pfarrer tätig war.
Am 6. Mai 1940 wurde er in die Wehrmacht eingezogen. Nachdem er seine Grundausbildung in Kassel absolviert hatte, wechselte er im Sommer 1941 zur Kriegsmarine. Anfangs diente er als Sanitätsgefreiter in Horumersiel, kann dann ab Februar 1942 als Sanitätsmaat zum Einsatz. Er wechselte innerhalb der Marine und war ab Sommer 1943 Leutnant der Marineartillerie. Er wurde bis Juli 1944 Adjutant des Konteradmirals Siegfried Engel, dem II. Admiral der Nordsee. Am 1. Dezember 1944 wurde Halaski zum Oberleutnant der Marineartillerie befördert. Er war; wie auch Engel und Alexander Magnus; an der kampflosen Übergabe Buxtehudes beteiligt. Nachdem 2003 ein Gedenkstein für die kampflose Übergabe der Stadt aufgestellt worden war, welche die Namen von vier vermeintlich Beteiligten; neben Halaski, Engel und Magnus war es noch der Hauptmann Hans Haverkamp; aufführte, kamen Vorwürfe zur Beteiligung an Kriegsverbrechen durch Engel und Magnus auf. Obwohl bei Halaski und Haverkamp keine Belastung festgestellt wurde, wurde der Gedenkstein ohne jegliche Namensnennung neu aufgestellt.
Weil er von der Gestapo eine Geldstrafe und eine Verwarnung wegen Kanzelmissbrauchs erhalten hatte, musste er nur wenige Monate in englischer Kriegsgefangenschaft bleiben.
1951 übernahm Halaski die Pfarrstelle in Gruiten in der Evangelischen Kirche im Rheinland. Hier war er schon nebenamtlich für den Reformierten Bund tätig, unter anderem ab 1951 als Schriftleiter der Reformierten Kirchenzeitung. In diesem Jahr erschien auch sein meistverbreitetes Werk, das Kirchenbuch als Agende für deutschsprachige reformierte Gottesdienste. 1960 wurde er der erste hauptamtliche Generalsekretär des Reformierten Bundes, der seinen Sitz damals in Frankfurt am Main hatte. 1973 trat er in den Ruhestand, behielt die Schriftleitung der Reformierten Kirchenzeitung aber noch ein weiteres Jahr. Auch als Herausgeber und Autor blieb er noch lange Zeit aktiv.
Die theologische Hochschule in Debrecen (Ungarn) zeichnete ihn 1972 mit der Ehrendoktorwürde aus.
Halaski war ab 1936 mit Irmgard Stender verheiratet. Gemeinsam hatten sie drei Töchter.

## Veröffentlichungen (Auswahl)
- Reformierter Gottesdienst in der Union? Zum Agendenentwurf der Evangelischen Kirche der Union (= Nach Gottes Wort reformiert, H. 9). Verlag der Buchhandlung des Erziehungsvereins, Neukirchen 1956.
- Die Botschaft des Heidelberger Katechismus (= Nach Gottes Wort reformiert, H. 16). Verlag der Buchhandlung des Erziehungsvereins, Neukirchen 1963.
- Der Prediger Johannes Calvin. Beiträge und Nachrichten zur Ausgabe der Supplementa Calviniana (= Nach Gottes Wort reformiert, H. 17). Neukirchener Verlag des Erziehungsvereins, Neukirchen 1966.

Als Herausgeber
- (mit Walter Müller-Römheld:) Nairobi. Vereinigende Generalversammlung des Reformierten Weltbundes und des Internationalen Kongregationalistischen Rats. Eckart-Verlag, Witten u. a. 1971, ISBN 978-3-7703-0082-2.
- (mit Walter Herrenbrück senior:) Kirche, Konfession, Ökumene, Festschrift für Professor D. Dr. Wilhelm Niesel, Moderator des Reformierten Bundes zum 70. Geburtstag. Neukirchener Verlag, Neukirchen-Vluyn 1973, ISBN 978-3-7887-0355-4.
- Die reformierten Kirchen (= Die Kirchen der Welt Bd. 17). Evangelisches Verlagswerk, Stuttgart 1977, ISBN 978-3-7715-0164-8.
- Kirchenbuch. Gebete und Ordnungen für die unter dem Wort versammelte Gemeinde. Neukirchener Verlag, Neukirchen-Vluyn 31983, ISBN 978-3-7887-0689-0.